# Obereoides
Obereoides es un género de escarabajos longicornios de la subfamilia Lamiinae. Fue descrito por Fisher en 1938.

## Especies
- Obereoides antennatus Martins y Galileo, 2003
- Obereoides cicatricosus (Zajciw, 1968)
- Obereoides joergenseni (Bruch, 1911)
- Obereoides parahybanus Galileo y Martins, 1998
- Obereoides peruviensis Audureau y Santos-Silva, 2019
- Obereoides setulosus (Aurivillius, 1920)